# The Boy (film, 2016)
Pour l’article homonyme, voir Boy.
Série The Boy
The Boy : La Malédiction de Brahms
(2020)
Pour plus de détails, voir Fiche technique et Distribution.
The Boy ou Le garçon au Québec est un film d'horreur sino-canado-britannico-américain réalisé par William Brent Bell, sorti en 2016. 
Une suite, The Boy : La Malédiction de Brahms, est sortie en 2020. Elle sera moins bien reçue par le public et la presse spécialisée, ne cumulant qu'une moyenne de 2,4 sur 5 sur Allociné. 

## Synopsis
Pour essayer d’échapper à Cole, son ex compagnon, qui la battait et qui lui fit subir une fausse couche, une jeune Américaine prénommée Greta (interprétée par Lauren Cohan) se fait engager comme baby-sitter en Angleterre, dans un château perdu en pleine campagne. 
À son arrivée dans la demeure, la jeune femme découvre qu’elle a été embauchée (et même peut-être « choisie ») par un couple de personnes visiblement très âgées, non pas pour s’occuper d’un petit garçon de huit ans en chair et en os, mais d’une poupée de porcelaine grandeur nature représentant un enfant du même âge. Ce couple lui confie cette poupée, qu'il nomme Brahms, en lui remettant des consignes bien précises (consistant en dix règles de conduite), puis ils quittent la demeure pour mettre fin à leurs jours en allant se noyer ensemble dans un lac.
Seule et loin de tout (mais ignorant la mort des propriétaires de la maison), Greta doit s'occuper de cette étrange poupée que pourtant d'abord elle rejette, puis ignore totalement. Mais, peu à peu, la jeune femme assiste à des événements tous plus étranges les uns que les autres. De temps en temps, elle reçoit la visite d'un jeune épicier qui vient livrer de la nourriture pour elle et la poupée. Ce jeune homme, prénommé Malcolm, finit par lui expliquer que la poupée représente, en fait, le petit Brahms, jeune fils de huit ans de ce vieux couple et mort voici vingt ans dans des circonstances tragiques. Afin de prouver ce fait, Malcolm emmène Greta devant la tombe de Brahms. Dans le village voisin, courent, d'ailleurs, de curieuses rumeurs expliquant que ce jeune garçon serait à l'origine de sa propre mort et de celle d'une petite fille.

## Fiche technique
- Titre original et français : The Boy
- Titre québécois : Le garçon
- Réalisation : William Brent Bell
- Scénario : Stacey Menear
- Musique : Bear McCreary
- Photographie : Daniel Pearl
- Production : Roy Lee, Tom Rosenberg, Gary Lucchesi (en), Matt Berenson, Jim Weeda
- Sociétés de production : STX Entertainment, Lakeshore Entertainment, Huayi Brothers et Vertigo Entertainment
- Société de distribution : STX Entertainment (États-Unis)
- Budget : 10 millions de dollars[réf. nécessaire]
- Pays de production :  États-Unis
- Langue originale : anglais
- Genres : horreur, thriller
- Durée : 97 minutes
- Dates de sortie[1] :
  - États-Unis : 22 janvier 2016
  - France : 27 janvier 2016
- Classification :
  - États-Unis : PG-13
  - France : Interdit aux moins de 12 ans lors de sa sortie en salles

## Distribution
- Lauren Cohan (VF : Margot Faure ; VQ : Mélanie Laberge)[2] : Greta Evans
- Rupert Evans (VQ : Gilbert Lachance) : Malcolm
- Jim Norton (VQ : Vincent Davy) : M. Peter Heelshire
- Diana Hardcastle (VF : Tania Torrens ; VQ : Élizabeth Chouvalidzé) : Mme Joanna Heelshire
- Ben Robson (VQ : Maxime Allard) : Cole
- James Russell : Brahms adulte
- Jett Klyne : Brahms jeune
- Lily Pater : Emily Cribbs
- Stephanie Lemelin (VQ : Karine Gonthier) : Sandy

Source et légende : version québécoise (VQ) sur Doublage.qc.ca

## Accueil

### Critiques
À sa sortie en France, The Boy reçu un accueil plutôt favorable ; sur AlloCiné, il reçut une note de 3.2/5 de la part de la presse, basée sur 8 critiques. Aurélien Ferenczi de Télérama souligne : « Loin d'exploiter l'étrangeté poétique de son intrigue, le réalisateur abuse de vieux effets : cauchemars récurrents, bruitages tonitruants... Le dernier tiers (...) surprend davantage. Sans dérive gore. Au point qu'on recommanderait presque ce petit film d'horreur pour une initiation au genre ».

### Box-office
| Pays ou région    | Box-office      | Date d'arrêt du box-office | Nombre de semaines |
| ----------------- | --------------- | -------------------------- | ------------------ |
| États-Unis Canada | 35 794 166 $    | 27 mars 2016               | 10                 |
| France            | 408 218 entrées | 16 mars 2016               | 8                  |
| Monde             | 64 188 367 $    | 1er mai 2016               | -                  |